# 四川日报
《四川日报》（简称川报）是中华人民共和国的报纸，由四川日报报业集团拥有，为中共四川省委机关报。

## 历史
1952年9月1日，《四川日报》在成都创刊，由《川西日报》、《川南日报》、《川东日报》、《川北日报》、《新华日报》、《西康日报》、《四川工人日报》、《四川农民日报》8家报刊合并，为中共四川省委的机关报。20世纪70至90年代，报社又先后创办了《四川农村日报》、《文摘周报》、《新闻界》、《华西都市报》、《天府早报》等报纸。2000年9月12日，四川日报报业集团正式成立。